# Strada statale 456 del Turchino
La strada statale 456 del Turchino (SS 456) è una strada statale italiana.

## Percorso

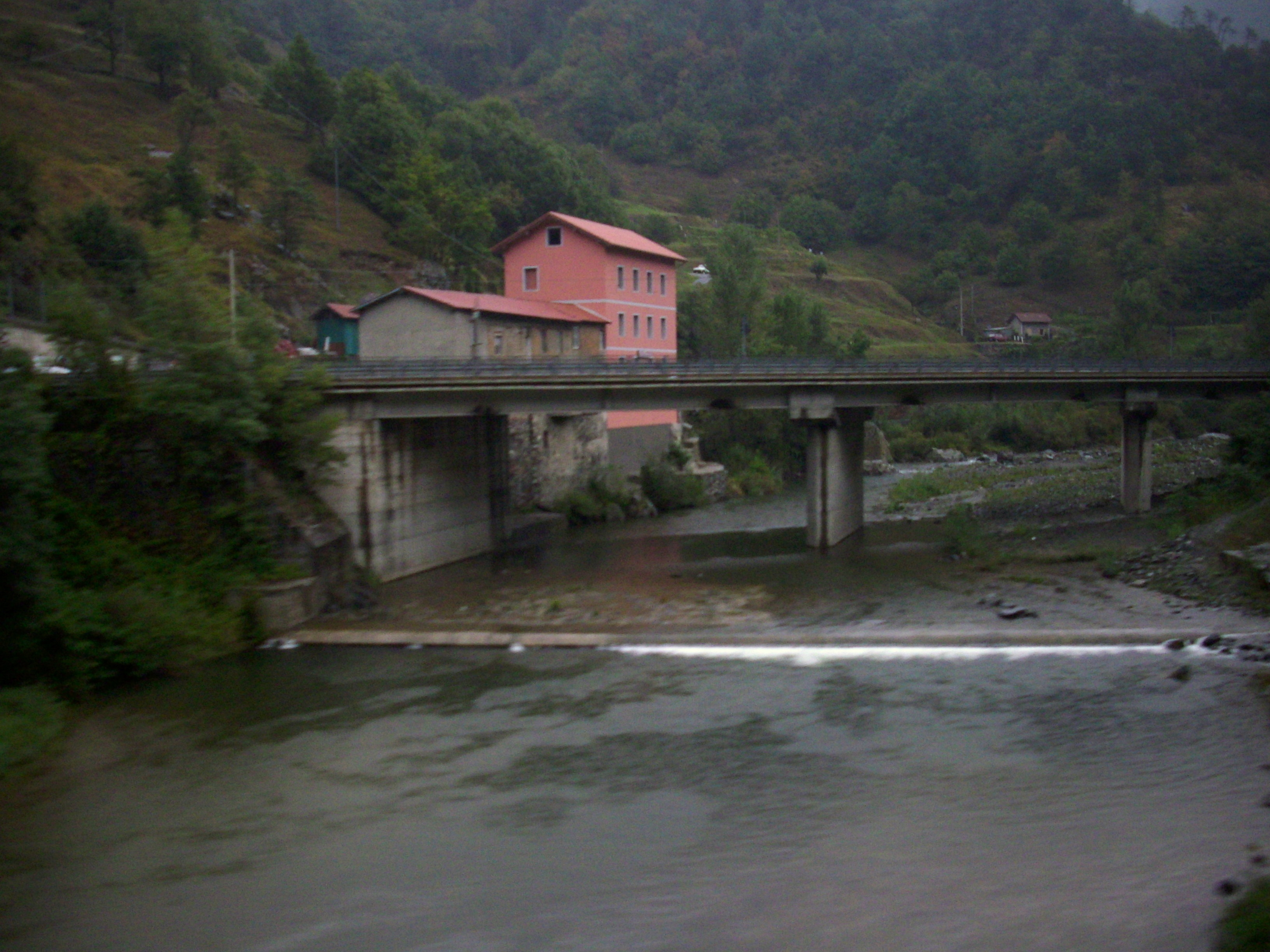
Un ponte della strada statale, sopra il torrente Stura, tra Rossiglione e Campo Ligure, fotografato da un treno della linea ferroviaria Genova-Ovada-Acqui Terme

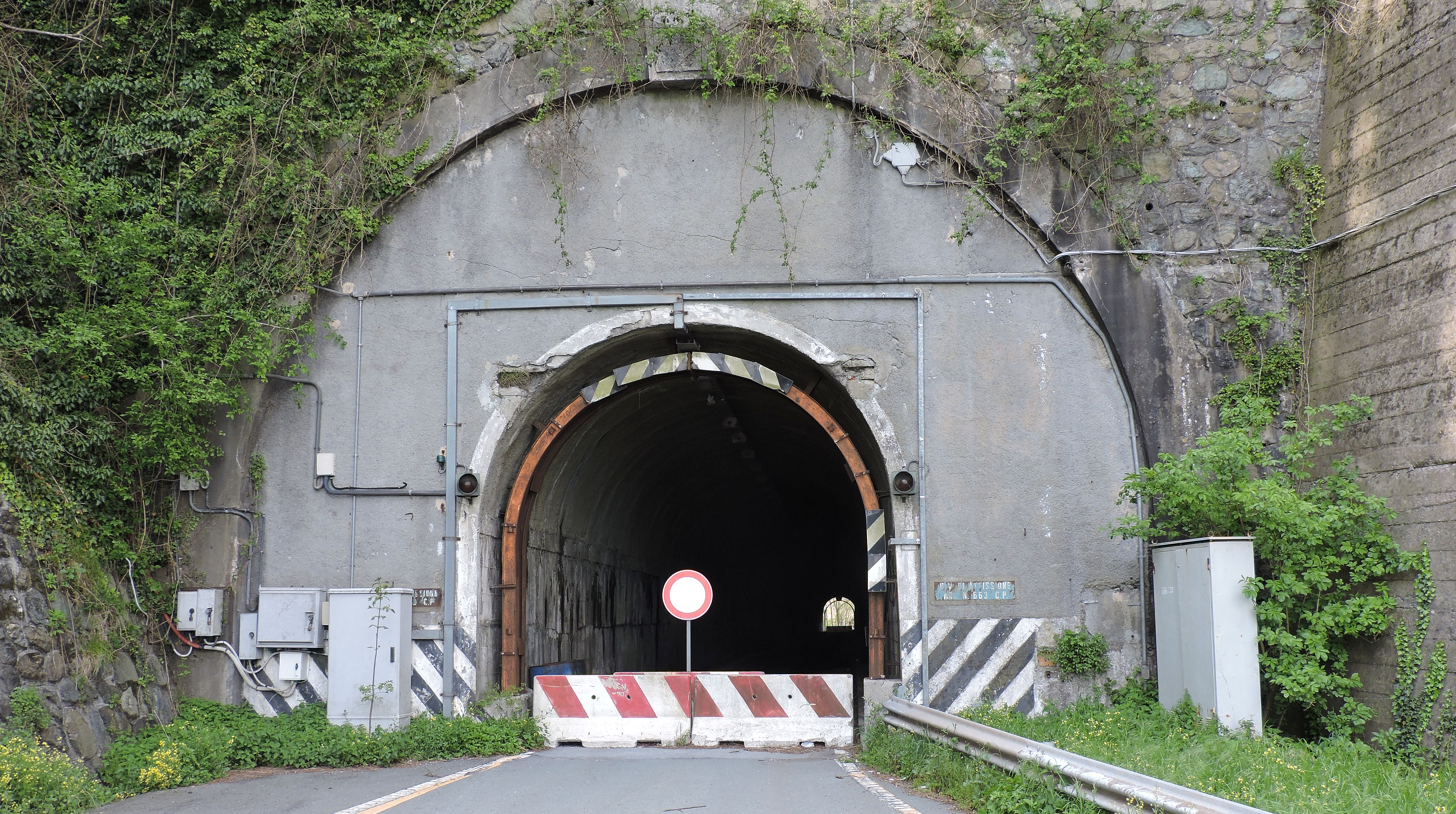
La vecchia galleria del Turchino nel 2016

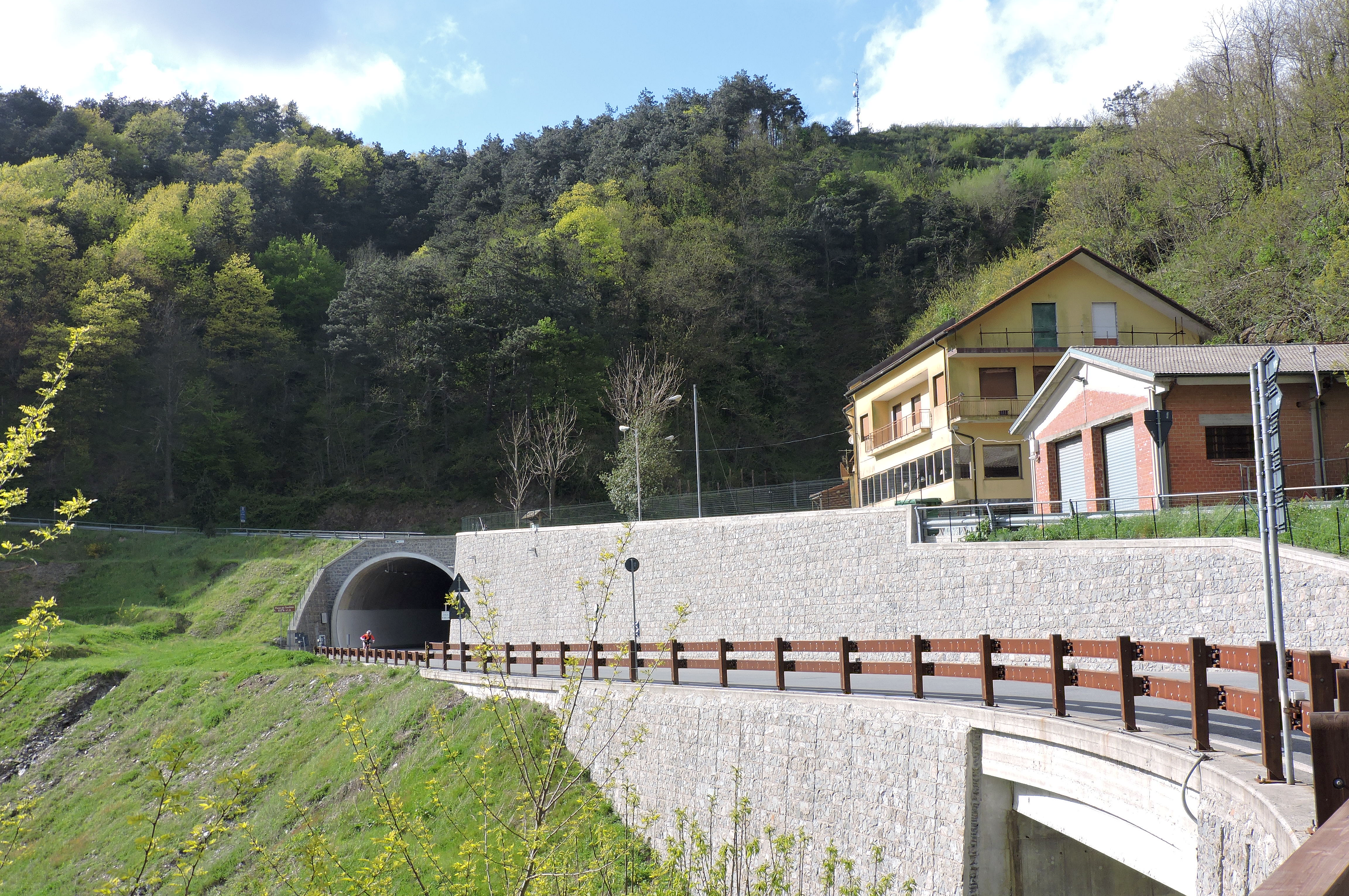
La galleria nuova

Ha inizio ad Isola d'Asti, dalla strada statale 231 di Santa Vittoria, ed è un importante collegamento tra l'Astigiano, l'Alessandrino e la costa ligure; è conosciuta anche come via Asti-Mare. La strada è, per buona parte, in pianura e attraversa i territori comunali di Montegrosso d'Asti e di Agliano Terme, l'importante centro di Nizza Monferrato, dove interseca la ex strada statale 592 di Canelli, Castel Rocchero, entrando quindi nell'Alessandrino. Attraversa poi il territorio comunale di Alice Bel Colle, il centro di Acqui Terme, dove interseca la ex strada statale 30 di Val Bormida, e Visone.
Qui inizia la risalita verso le zone collinari tra Piemonte e Liguria, arrivando a Cremolino, a 405 m s.l.m., Molare, Ovada e nel comune di Belforte Monferrato, da dove inizia a costeggiare l'A26. Dopo alcuni chilometri entra in Liguria su un tracciato meno agevole rispetto a quello di partenza, tocca i centri di Rossiglione, Campo Ligure, Masone, valica il passo del Turchino a 532 m s.l.m. e discende pian piano verso la costa, toccando prima Mele. Giunge, infine, a Genova Voltri, dove si immette sulla strada statale 1 Via Aurelia.
In seguito al decreto legislativo n. 112 del 1998, dal 2001, la gestione del tratto piemontese è passata dall'ANAS alla Regione Piemonte che ha provveduto al trasferimento dell'infrastruttura al demanio della Provincia di Asti e della Provincia di Alessandria; la gestione del tratto ligure è passata dall'ANAS alla Regione Liguria che ha provveduto al trasferimento dell'infrastruttura al demanio della Provincia di Genova e, dal 1º gennaio 2015, alla Città metropolitana di Genova.
Dal 1º agosto 2018, solamente in Liguria, la strada è tornata di competenza ANAS nell'ambito del piano Rientro Strade.
Dall'11 maggio 2021 anche i tratti in Piemonte sono tornati di competenza ANAS